# Neerja Bhanot
Neerja Bhanot (n. 7 septembrie 1963, Chandigarh, India – d. 5 septembrie 1986, Karachi, Pakistan) a fost model și însoțitoare de zbor indiană. Pe 5 septembrie 1986, ea a salvat un număr mare de pasageri la bordul zborului Pan Am 73, care fusese deturnat de patru teroriști palestinieni din Organizația Abu Nidal, după ce acesta făcuse o escală pe Aeroportul Internațional Jinnah din Karachi, Pakistan. La aproximativ 17 ore de la începutul confruntării, după ce a deschis o ușă de ieșire de urgență și i-a ajutat pe pasageri să evadeze din avion, Neerja a fost împușcată mortal de teroriști. La scurt timp după aceea, Grupul de Servicii Speciale al Pakistanului a luat cu asalt aeronava și i-a capturat pe toți deturnatorii.
Postum, Bhanot a devenit prima și, până în 2003, și cea mai tânără femeie decorată cu distincția Ashoka Chakra, cea mai importantă decorație acordată în India pentru vitejie pe timp de pace. De asemenea, a primit Tamgha-e-Pakistan, a patra cea mai înaltă distincție civilă din Pakistan, precum și mai multe distincții din partea Statelor Unite ale Americii. Viața și acțiunile sale umanitare au inspirat filmul biografic indian în limba hindi din 2016, Neerja, regizat de Ram Madhvani și cu actrița Sonam Kapoor în rol principal.

## Biografie
Neerja Bhanot s-a născut pe 7 septembrie 1963 în Chandigarh, India, într-o familie punjabi hindusă brahmană din clanul Bhanot. A fost fiica lui Harish Bhanot, un jurnalist din Bombay, și a lui Rama Bhanot. A avut doi frați, Akhil și Aneesh Bhanot. A absolvit Școala Gimnazială Sacred Heart din Chandigarh. Când familia s-a mutat la Bombay, ea și-a continuat studiile la Școala Scoțiană din Bombay și apoi a absolvit Colegiul St. Xavier din Bombay. În Bombay a fost remarcată de o agenție de modeling, ceea ce a dat startul carierei de model. A fost o mare fană a actorului Rajesh Khanna și obișnuia să facă referire la citate din filmele sale.
Tatăl ei, Harish Bhanot, a lucrat ca jurnalist la Hindustan Times timp de peste 30 de ani și a murit în ziua de Anul Nou din 2008, la Chandigarh, la vârsta de 86 de ani. Mama ei a murit pe 5 decembrie 2015, la vârsta de 86 de ani.
Bhanot a aplicat pentru un post de însoțitoare de zbor la Pan Am, când compania a decis, în 1985, să formeze un echipaj de cabină integral indian pentru rutele dinspre Frankfurt către India. După selecție, a plecat la Miami, Florida, pentru a se instrui ca însoțitoare de bord, dar s-a întors comisar de bord.

## Deturnare

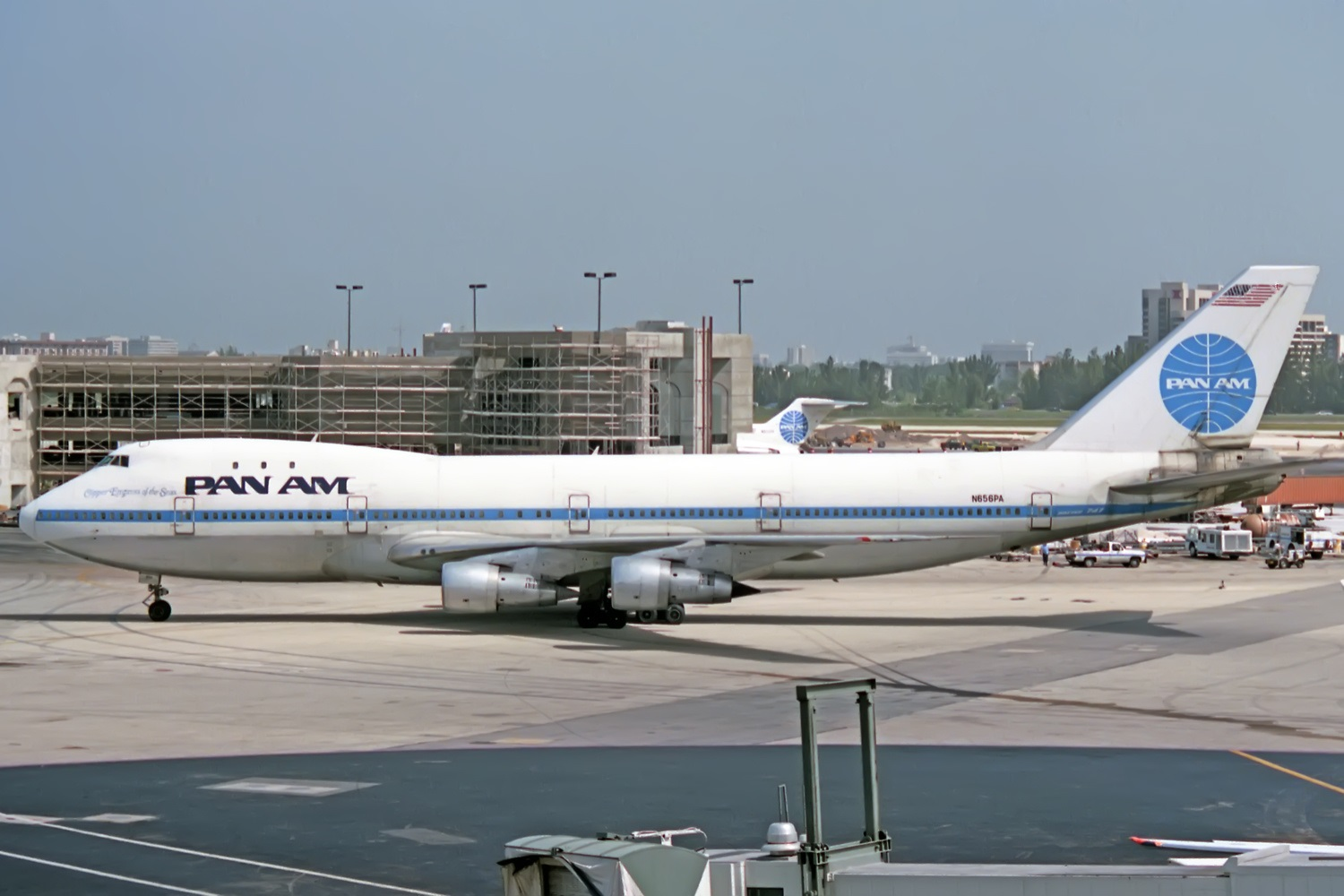
Avionul deturnat văzut pe Aeroportul Internațional Miami în mai 1983

Bhanot a fost comisarul de bord principal pe zborul Pan Am 73, un Boeing 747-121 care zbura de la Bombay la New York via Karachi și Frankfurt, și care a fost deturnat în Karachi de patru teroriști palestinieni pe 5 septembrie 1986. Aeronava transporta 380 de pasageri și 13 membri ai echipajului. Teroriștii doreau să zboare în Cipru cu scopul de a elibera prizonierii pakistanezi din Cipru. Bhanot a reușit să alerteze echipajul de cabină imediat ce teroriștii s-au îmbarcat în avion, iar cum avionul se afla pe platformă, cei trei membri ai echipajului de cabină, pilotul, copilotul și inginerul de bord, au fugit din aeronavă printr-o trapă suspendată din cabină. În calitate de cel mai înalt membru al echipajului de cabină, Bhanot a preluat controlul asupra situației din interiorul avionului.

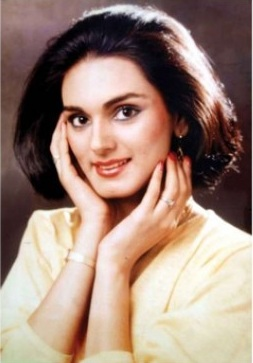
Neerja Bhanot

Teroriștii făceau parte din Organizația Abu Nidal, o organizație teroristă palestiniană susținută de Libia; aceștia vizau americani și bunuri americane. În primele minute ale deturnării, au identificat un cetățean indio-american, l-au târât la ieșire, l-au împușcat mortal și i-au aruncat corpul din avion. Teroriștii i-au ordonat apoi lui Bhanot să colecteze pașapoartele tuturor pasagerilor, astfel încât să-i poată identifica pe ceilalți americani aflați la bord. Ea și ceilalți însoțitori aflați sub conducerea ei au ascuns pașapoartele celor 43 de americani rămași la bord, unele sub un scaun și restul într-un tobogan de gunoi, astfel încât teroriștii să nu poată face diferența între pasagerii americani și cei non-americani.
După 17 ore, teroriștii au deschis focul și au detonat explozibili. Bhanot a deschis una dintre ușile avionului și, chiar dacă ar fi putut sări prima și să scape din aeronavă, nu a făcut-o și, în schimb, a rămas să-i ajute pe ceilalți pasageri să evadeze. Potrivit unei pasagere supraviețuitoare, „Ea îi ghida pe pasageri spre ieșirea de urgență. Atunci teroriștii trăgeau încontinuu, temându-se de un atac al comandoului. Au văzut-o pe Neerja încercând neobosit să ajute trei copii neînsoțiți, printre alții, să iasă și atunci au prins-o de păr și au împușcat-o direct.” Un copil aflat la bord, pe atunci în vârstă de șapte ani, a devenit căpitan al unei mari companii aeriene și a declarat că Bhanot a fost inspirația sa și că îi datorează fiecare zi din viața sa. A fost recunoscută pe plan internațional drept „eroina deturnării” și a devenit cea mai tânără laureată a Premiului Ashoka Chakra, cel mai prestigios premiu indian pentru vitejie pe timp de pace.
Pe lângă faptul că a salvat viețile multor ostatici, Bhanot a ajutat și la împiedicarea avionului de a decola. A primit postum mai multe premii pentru curajul său din partea Guvernului Statelor Unite și premiul Tamgha-e-Pakistan din partea Pakistanului, un premiu acordat pentru demonstrarea unui spirit altruist ieșit din comun.

## Recunoaștere
Pentru curajul său, Guvernul Indiei i-a acordat postum lui Bhanot Premiul Ashoka Chakra, cea mai înaltă distincție indiană pentru curaj în fața inamicului pe timp de pace. La acea vreme a fost prima și cea mai tânără laureată a acestui premiu. În 2004, Serviciul Poștal Indian a emis un timbru comemorativ în memoria ei.
După moartea sa, familia ei a înființat Neerja Bhanot Trust din veniturile obținute din asigurare. Fundația acordă două premii în fiecare an, unul pentru un membru al echipajului de zbor, din întreaga lume, care acționează dincolo de datorie și un altul, Premiul Neerja Bhanot, pentru o femeie indiană care, confruntată cu nedreptatea socială, a înfruntat cu curaj situația și a ajutat alte femei aflate în dificultate socială similară. Premiul include o sumă de 150.000 INR (aproximativ 2.000 USD), un trofeu și o distincție.
Fratele lui Bhanot, Aneesh, a mers la Washington, D.C. în 2005 pentru a primi „Justice for Crimes Award”, acordat postum, în cadrul Săptămânii Anuale a Drepturilor împotriva Infracțiunilor, la o ceremonie ținută la biroul Procurorului Statelor Unite pentru Districtul Columbia. În 2006, ea și celelalte însoțitoare de zbor ale zborului Pan Am 73, precum și directorul de zbor al Pan Am pentru Pakistan, au primit premiul Special Courage din partea Departamentului de Justiție al Statelor Unite.
Casa Bhanot a Școlii Austrey a fost numită în onoarea ei.
Pe 2 iulie 2016, i-a fost acordat Premiul Bharat Gaurav în cadrul unei ceremonii care a avut loc la Camera Comunelor a Parlamentului Regatului Unit, la Londra, Anglia.
Pe 30 mai 2018, Universitatea Punjab a inaugurat căminul studențesc Neerja Bhanot în campusul universitar din Chandigarh. Căminul oferă cazare pentru peste 350 de studente.

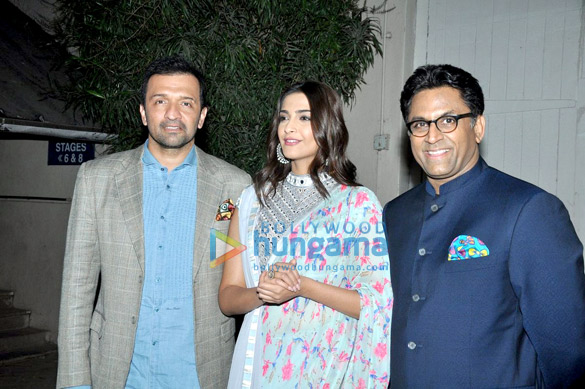
Atul Kasbekar și Sonam Kapoor promovând filmul Neerja la Mehboob Studio

### În cultura populară
- „Neerja pe care am cunoscut-o” – carte concepută de fratele ei, Aneesh Bhanot, publicată ca un omagiu adus lui Bhanot, constând din mai multe capitole scrise de oameni care au cunoscut-o.[29][30]
- Neerja – film dramă thriller biografic indian în limba hindi din 2016, scris de Saiwyn Quadras și regizat de Ram Madhvani, cu Sonam Kapoor în rolul principal. Kapoor a primit o mențiune specială la Premiul Național pentru interpretarea sa în film în 2017.[31]
- Zâmbetul curajului – o carte scrisă de fratele ei, Aneesh Bhanot.[32]

### Premii și onoruri
- Ashoka Chakra, 1987, India[33]
- Tamgha-e-Insaaniyat, 1987 (pentru că a arătat o bunătate incredibilă), Pakistan[34]
- Premiul pentru Eroism al Fundației pentru Siguranța Zborurilor, 1987, SUA[35]
- Justice for Crimes Award 2005, Biroul Procurorului Statelor Unite pentru Districtul Columbia, SUA[24]
- Special Courage Award 2006, Departamentul de Justiție al Statelor Unite, SUA[17]
- Premiul Ministerului Aviației Civile 2011, India[36][37]
- Premiul Bharat Gaurav a fost acordat la Camera Comunelor, Parlamentul Regatului Unit, pe 2 iulie 2016[38]